# Anisodactylus karennius
Anisodactylus karennius es una especie de escarabajo de tierra del género Anisodactylus, categorizada en la tribu Harpalini, de la subfamilia Harpalinae.

## Distribución
Se distribuye por Baleares, China, India, Birmania, Tailandia, Camboya y Vietnam.

## Taxonomía
Fue descrita por Bates en 1892.
Tratamiento taxonómico
La especie aparece registrada y publicada en FEA in Birmania e regioni vicine. XLIV. List of the Carabidae. -. Annali del Museo Civico di Storia Naturale (di Genova) "Giacomo DORIA" (2), 32: 267-428. (1892).